# شهرستان بنت (داکوتای جنوبی)
شهرستان بنت، داکوتای جنوبی (به انگلیسی: Bennett County, South Dakota) یک سکونتگاه مسکونی در ایالات متحده آمریکا است که در داکوتای جنوبی واقع شده‌است.

## خصوصیات
شهرستان بنت ۳٬۰۸۴ کیلومترمربع مساحت دارد.